# 津芝
津芝（阿拉伯语：زنج, Zanj/Zinj），又译赞吉、辛吉等，是中世紀阿拉伯、波斯地理學家對斯瓦希里海岸黑人的稱呼。桑給巴爾之名因他們而來。

## 非洲海岸分區
歷史地理學把非洲東海岸到大湖根據每個地區的居民分為幾個區域。索馬里是babara，是柏柏爾人東方的土地。現在的衣索比亞中世紀被稱阿比西尼亞，主要居民是哈比沙人。
阿拉伯和中國的歷史著作一般稱衣索比亞高原以南地方即坦桑尼亞和莫桑比克為津芝，他們的王稱Mfalme。

## 歷史
津芝廣泛地與阿拉伯人、波斯人和印度人貿易，通過這種交易，一些阿拉伯商人與當地班圖婦女通婚，這最終形成了斯瓦希里文化和語言。重要的定居點包括馬林迪、格迪和蒙巴薩。
但同時他們也是阿拉伯奴隸貿易的對象，被大量引入伊拉克從事水溝挖掘和種植甘蔗，最終引發了赞吉起义。